# Dickröhrlingsartige
Dickröhrlingsartige (Boletales) sind eine Ordnung der Ständerpilze aus dem Reich der Pilze. Die Typusart der die Ordnung benennenden Gattung Boletus (Steinpilze) und somit auch der Boletales ist der Gemeine Steinpilz (Boletus edulis). Die Ordnung umfasst alle Röhrlinge, diese gehören überwiegend zur Familie der Dickröhrlingsverwandten.

## Merkmale
Die Ordnung der Dickröhrlingsartigen (Boletales) wird bis auf wenige Ausnahmen anatomisch durch die Ontogenie und den Aufbau der Rhizomorphen und chemotaxonomisch durch besondere Inhaltsstoffe, beispielsweise Pulvinsäurederivate, definiert.
Die typischen Boletales-Rhizomorphen bilden sich durch eine lange Vorläuferhyphe, die sich weit hinter der Hyphenspitze verzweigt, hierbei eine rückwärtslaufende Hyphe bildet, die sich sofort wieder verzweigt und wieder vorwärts läuft. Diese doppelte Verzweigung ist die Grundlage für die sich an dieser Stelle später ausprägende Knotenbildung der Rhizomorphe, an der sich diese selbst verzweigt. Die Rhizomorphen differenzieren sich im weiteren Verlauf der Ontogenie, indem sie im Inneren breite Gefäßhyphen zum Wasser- und Stofftransport bilden. Hierbei lösen sich die Septen der Gefäßhyphe ganz oder großteils auf, sodass auf diese Weise lange Röhren gebildet werden. Diesen hochspezialisierten Rhizomorphentyp bilden fast alle Dickröhrlingsartigen (Boletales) aus.
Ausnahmen sind hier nur die Schmierlingsverwandten (Gomphidiaceae), die Holzkremplingsverwandten (Tapinellaceae) und die Truncocolumellaceae, was auf eine basale Stellung innerhalb der Ordnung der Bolelates hindeutet. Im Fall der Holzkremplingsverwandten hat sich die basale Stellung auch genetisch bestätigt, was bedeutet, dass sie als plesiomorphes Merkmale noch wenig differenzierte Rhizomorphen zeigen. Die Gattung der Gelbfüße (Chroogomphus) bildet gar keine Rhizomorphen aus, was innerhalb der Boletales einmalig ist. Die Gattung der Schmierlinge (Gomphidius) und die Gattung Truncocolumella wiederum bilden beide nur primitive, nicht differenzierte Rhizomorphen aus. Bei den Schmierlingsverwandten und den Truncocolumellaceae lässt sich eine basale Stellung innerhalb der Boletales genetisch allerdings nicht nachvollziehen, da sich die drei Gattungen in der abgeleiteten Unterordnung der Suillineae befinden. Ob die hochentwickelten Rhizomorphen des Boletales-Typs hier sekundär reduziert wurden oder ob dieser Rhizomorphentyp unabhängig voneinander mehr als einmal in der Ordnung der Boletales gebildet wurde, lässt sich noch nicht beantworten.
Auch über die Inhaltsstoffe ist keine eindeutige Charakterisierung der Ordnung der Dickröhrlingsartigen möglich, da die Gattung Omphalotus (Champignonartige, Familie Omphalotaceae) ebenfalls für die Dickröhrlingsartigen typische Pulvinsäurederivate bildet, verwandtschaftlich aber sehr weit von den Dickröhrlingsartigen entfernt steht.
Die Fruchtkörpertypen innerhalb der Dickröhrlingsartigen sind sehr divers. Die meisten Arten bilden boletoide, das heißt röhrentragende Fruchtkörper mit ablösbarer Fruchtschicht. Es kommen aber auch lamellentragende Arten in den Familien der Dickröhrlingsverwandten (z. B. Blätterröhrlinge, Gattung Phylloporus), der Schmierlingsverwandten (Gattungen der Schmierling und Gelbfüße), der Familie der Hygrophoropsidaceae (Gattung der Afterleistlinge – Hygrophoropsis), der Kremplingsverwandten (Kremplinge, Gattung Paxillus), der Hausschwammverwandten (Gattung Austropaxillus) und der Holzkremplingsverwandten (Gattung der Holzkremplinge – Tapinella – hier sowohl zentral als auch exzentrisch gestielt bis seitlingsartig oder stiellos) vor. Porlingsartige Fruchtkörper bildet die Gattung Bodarcevomyces innerhalb der Holzkremplingsverwandten. Merulioide Fruchtkörper (mit faltigem Hymenophor) sind aus den Holzkremplingsverwandten (Gattung Pseudomerulius), den Hausschwammverwandten (Serpulaceae, Gattung der Hausschwämme, Serpula) und den Hygrophoropsidaceae (z. B. Gattung Leucogyrophana) bekannt. Glatte, corticioide (also ähnlich wie die Prachtindenpilze, Corticiaceae) Fruchtkörper treten beispielsweise bei den Kellerschwammverwandten (Coniophoraceae, Gattung der Kellerschwämme, Coniophora) auf. Es treten auch viele Formen gasteromycetoider (bauchpilzartiger) Fruchtkörpertypen auf – so vor allem innerhalb der Unterordnung der Sclerodermatineae: erdsternartige Fruchtkörper in der Gattung Astraeus, bovistartige Fruchtkörper z. B. bei den Kartoffelbovisten (Gattung Scleroderma) oder der Gattung Calostoma, komplex gekammerte, stäublingsartige Fruchtkörper in der Gattung der Erbsenstreulinge (Pisolithus) und trüffelartige Fruchtkörper beispielsweise in den Familien der Kremplingsverwandten (Paxillaceae, Gattungen Alpova und Melanogaster), der Wurzeltrüffelverwandten (Rhizopogonaceae, Gattung der Wurzeltrüffeln – Rhizopogon) und der Truncocolumellaceae (Gattung Truncocolumella).

Diversität der Boletales-Fruchtkörper
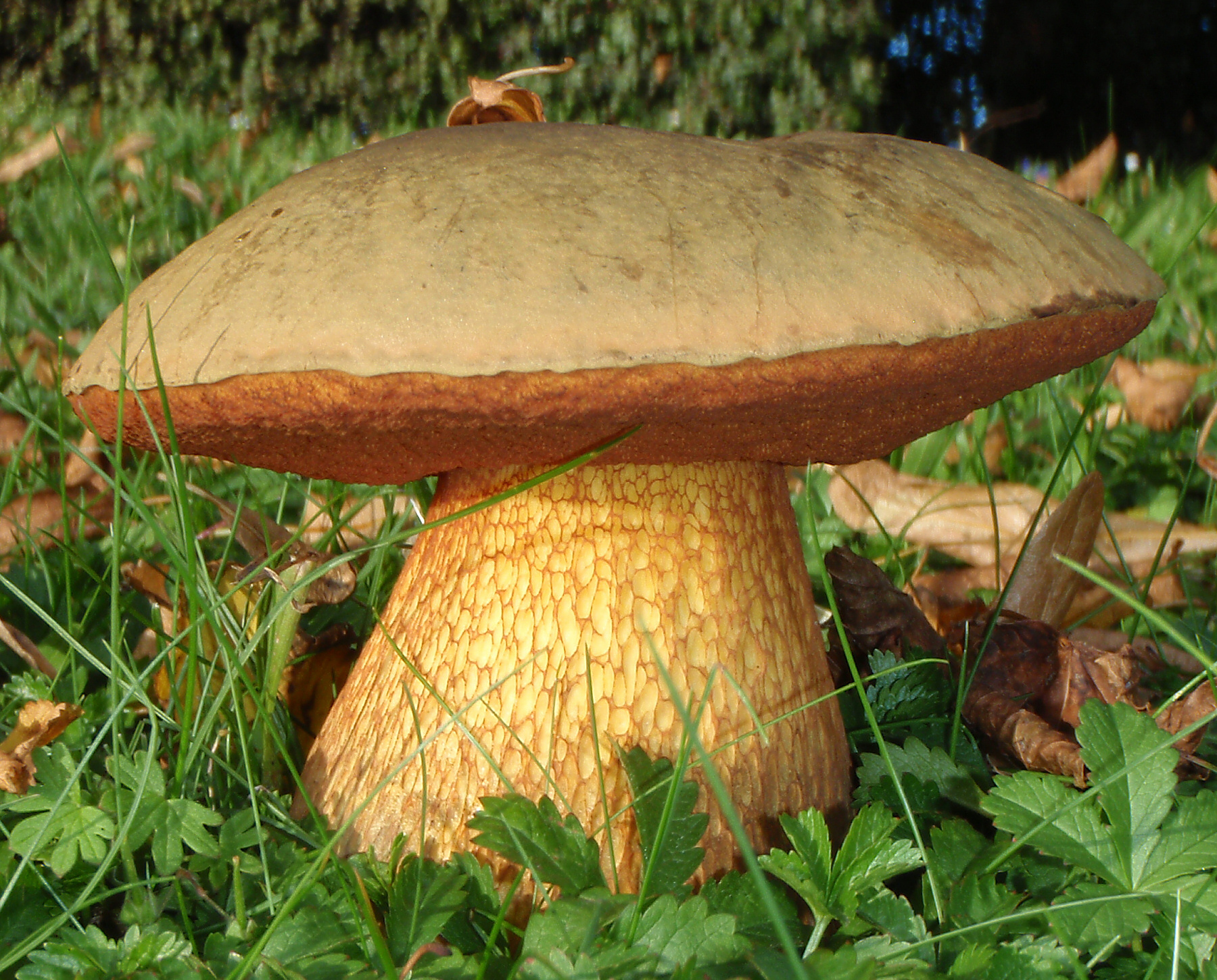
dickröhrlingsartig Netzstieliger Hexen-Röhrling Suillellus luridus
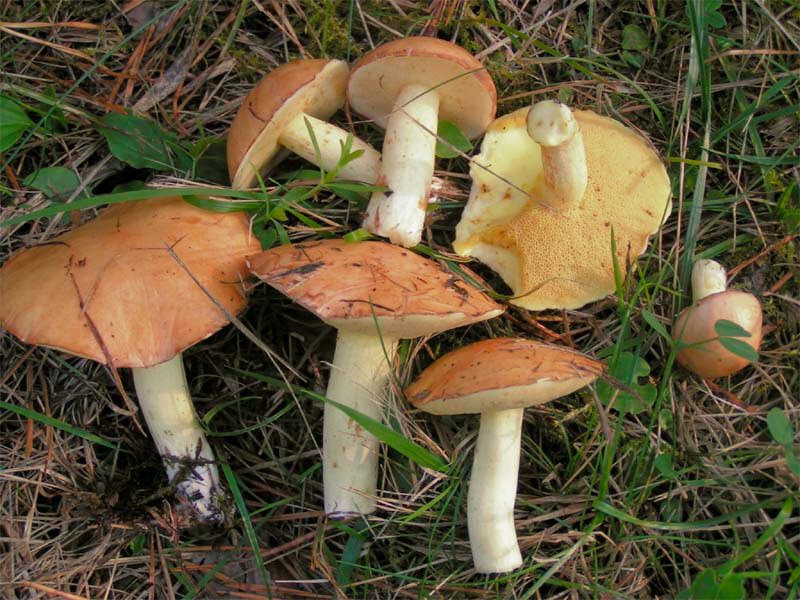
schmierröhrlingsartig Körnchen-Röhrling Suillus granulatus
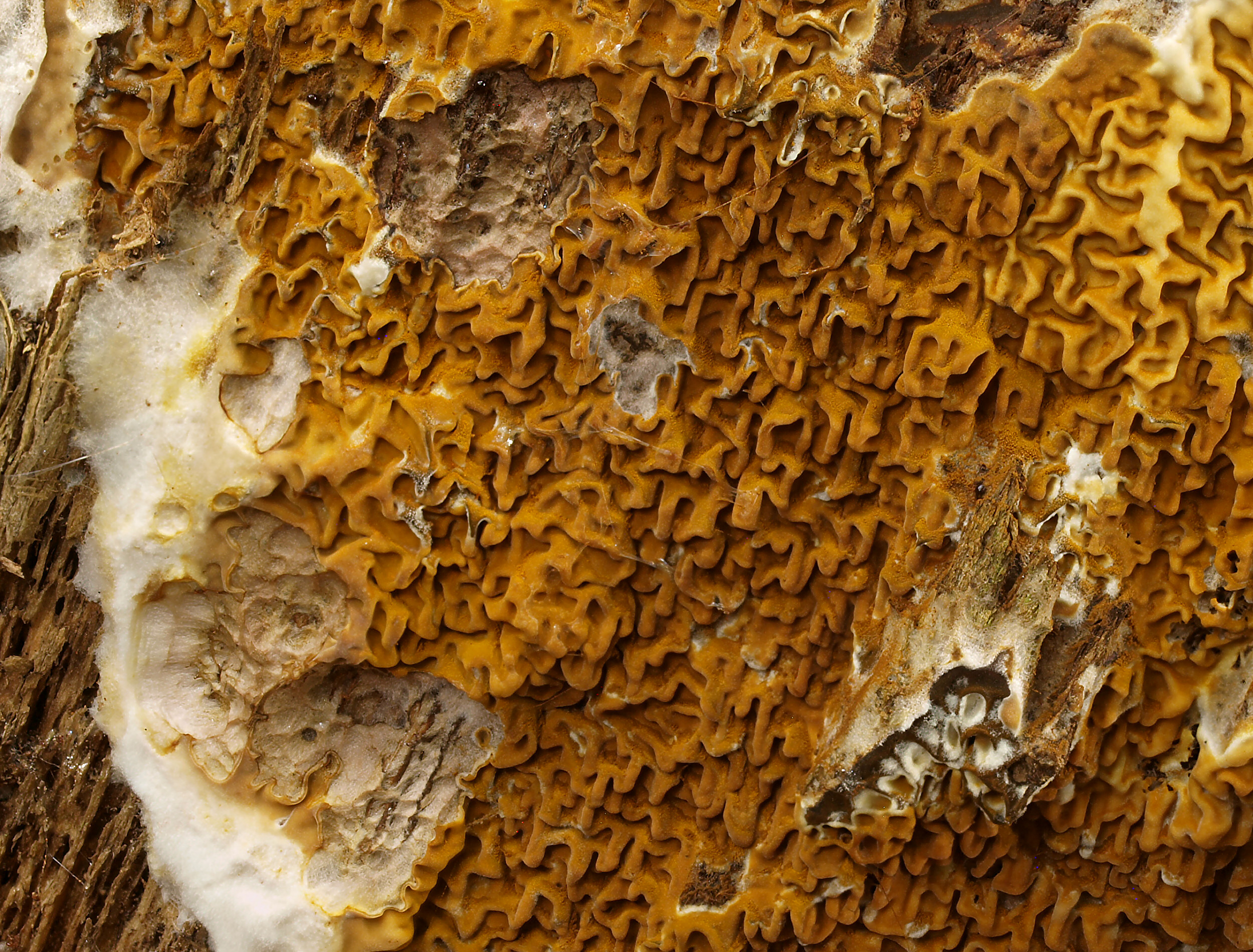
flächig und höckerig-faltig Wilder Hausschwamm Serpula himantioides
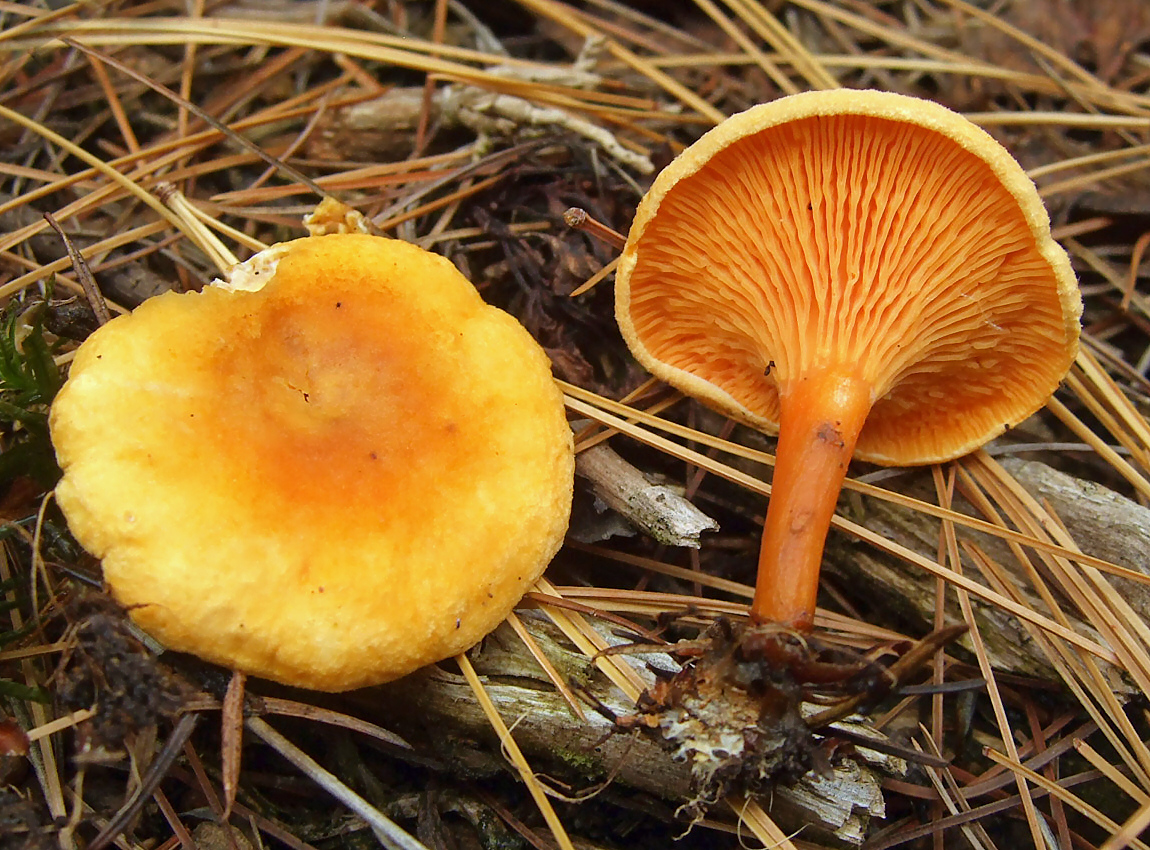
blätterpilzartig Falscher Pfifferling Hygrophoropsis aurantiaca
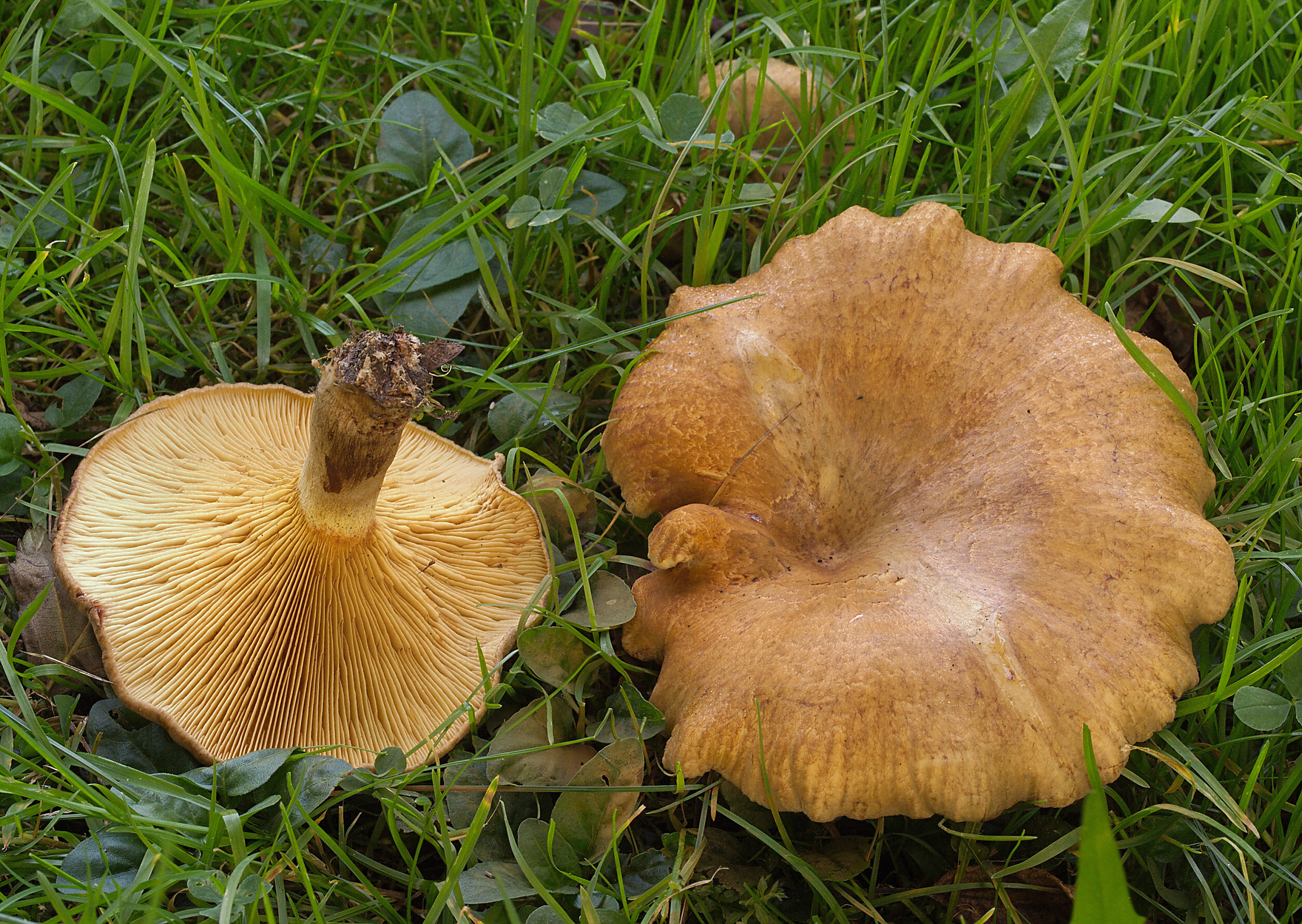
blätterpilzartig Erlen-Krempling Paxillus rubicundulus
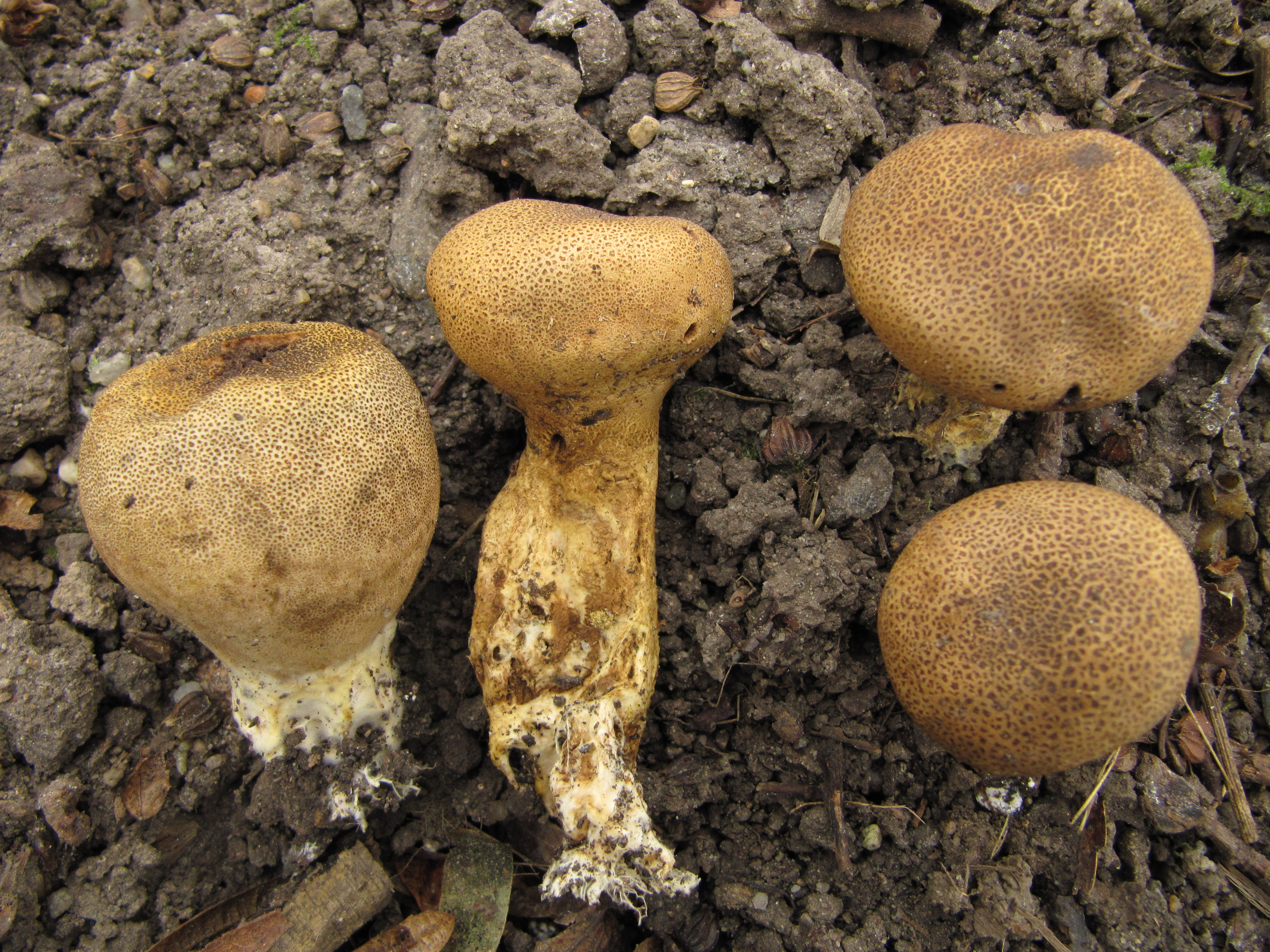
stäublingsartig Braunwarziger Hartbovist Scleroderma verrucosum
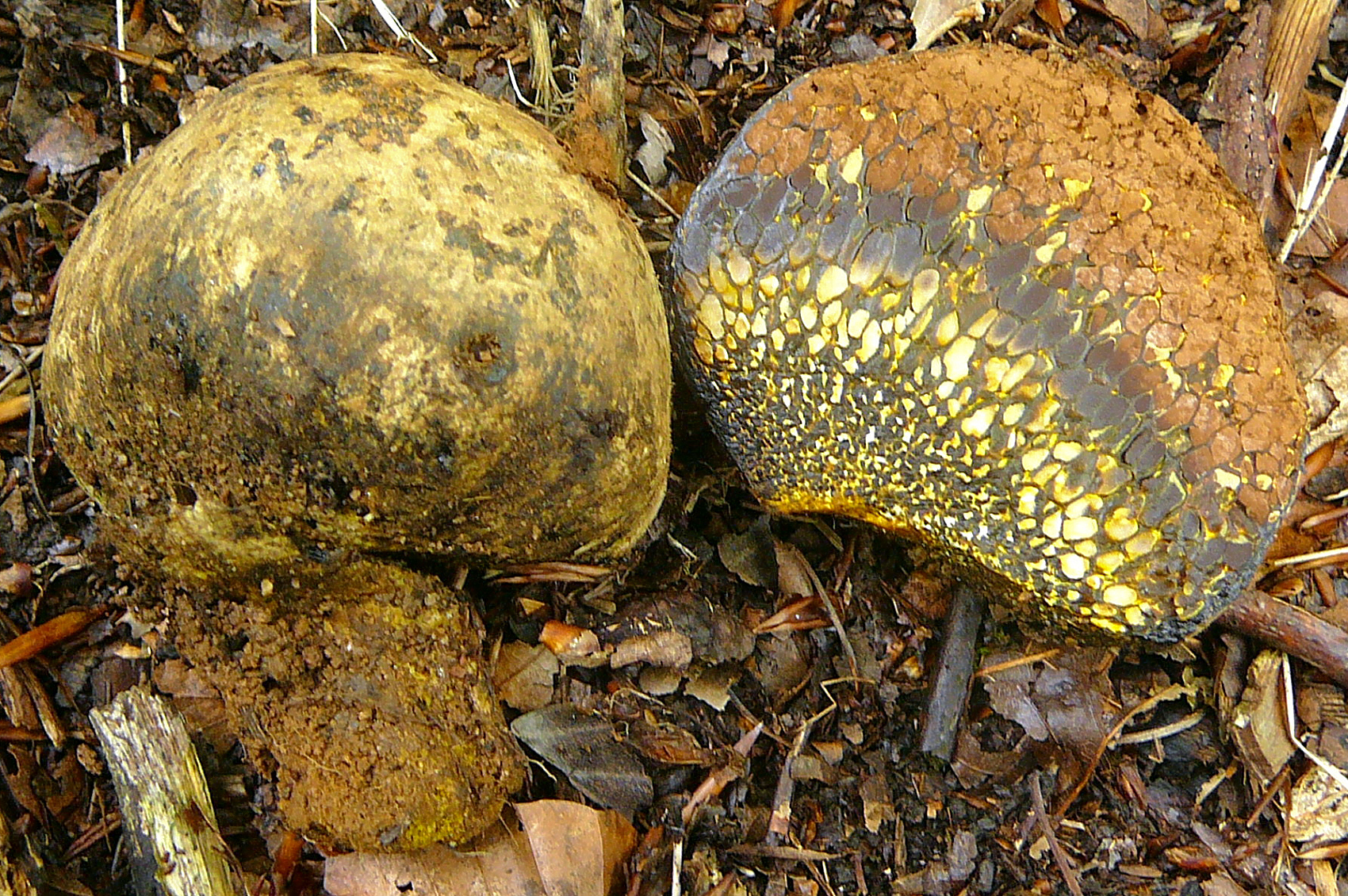
bovistartig Gemeiner Erbsenstreuling Pisolithus arrhizus
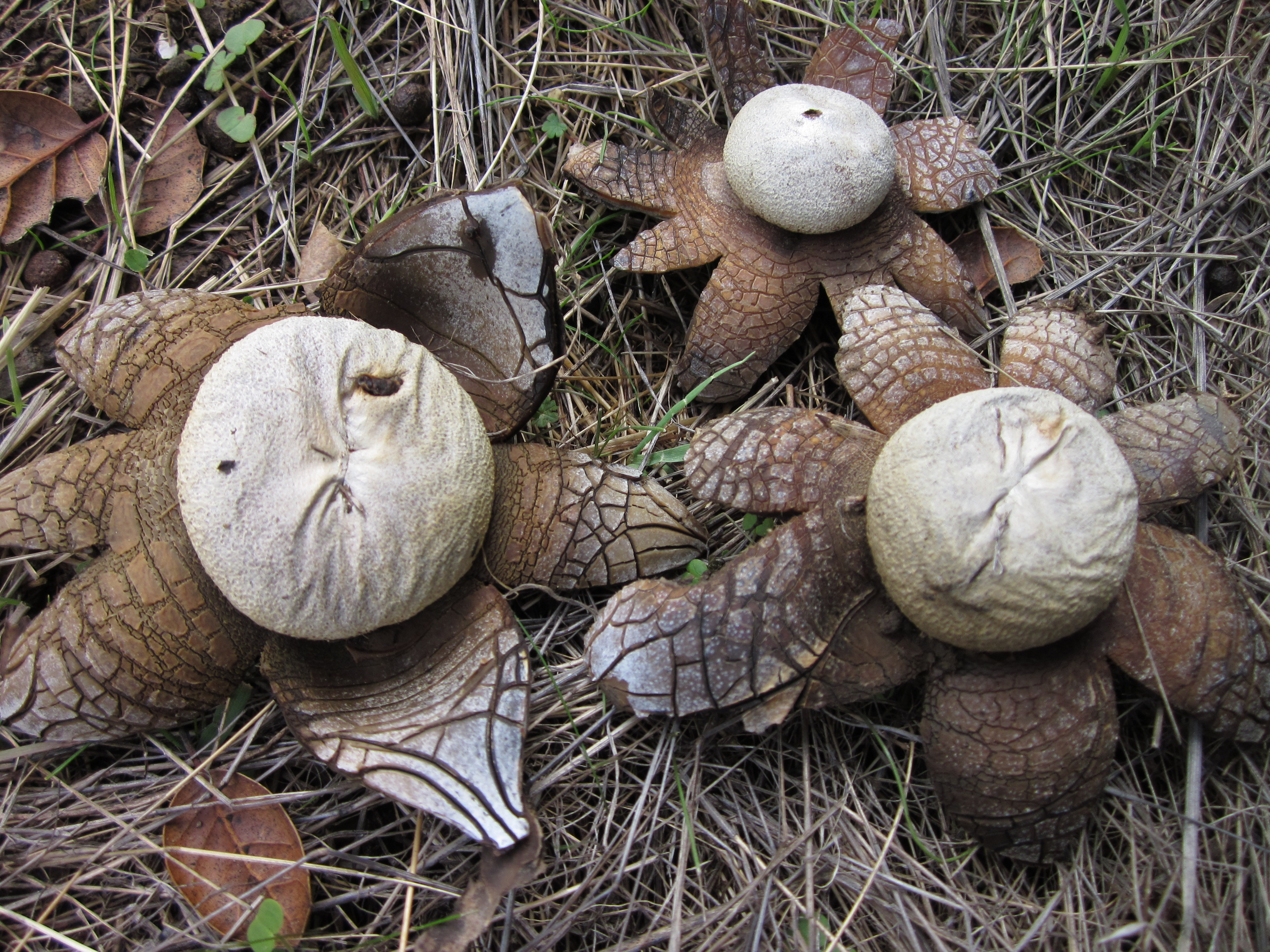
erdsternartig Gemeiner Wetterstern Astraeus hygrometricus
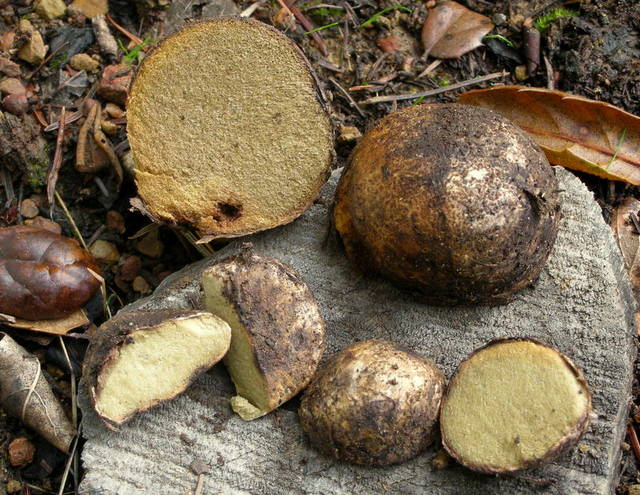
trüffelartig Douglasien-Wurzeltrüffel Rhizopogon villosulus

## Systematik
Die nachfolgende unvollständige Systematik ist in Bezug auf das Grundgerüst in Form von Unterordnungen weitestgehend an die von Hibbett und Binder im Jahr 2006 vorgestellte Phylogenie der Boletales angelehnt. Ergänzungen bzw. Abweichungen davon sowie Taxa, die dort nicht enthalten sind, sind jeweils einzeln referenziert.
Ordnung: Boletales
- Unterordnung Boletineae
  - Familie: Dickröhrlingsverwandte (Boletaceae)
    - Gattung: Afroboletus[10]
    - Gattung: Alessioporus[10]
    - Gattung: Goldporröhrlinge (Aureoboletus)[31]
    - Gattung: Australopilus[32]
    - Gattung: Austroboletus[32]
    - Gattung: Baorangia[33]
    - Gattung: Boletellus[31]
    - Gattung: Steinpilze (Boletus)
    - Gattung: Bothia[10]
    - Gattung: Borofutus[32]
    - Gattung: Buchwaldoboletus[10]
    - Gattung: Butyriboletus[10]
    - Gattung: Zwergröhrlinge (Chalciporus)[10]
    - Gattung: Caloboletus[34]
    - Gattung: Castellanea[30]
    - Gattung: Chiua[10]
    - Gattung: Costatisporus[30][35]
    - Gattung: Crocinoboletus[36]
    - Gattung: Cupreoboletus[37]
    - Gattung: Cyanoboletus[10]
    - Gattung: Durianella[30]
    - Gattung: Exsudoporus[30]
    - Gattung: Fistulinella[31]
    - Gattung: Gymnogaster[10]
    - Gattung: Harrya[32]
    - Gattung: Heimioporus[31]
    - Gattung: Heliogaster[30]
    - Gattung: Hemileccinum[31]
    - Gattung: Hortiboletus[38]
    - Gattung: Hourangia[32]
    - Gattung: Hymenoboletus[10]
    - Gattung: Imleria[39]
    - Gattung: Imperator[40]
    - Gattung: Jimtrappea[30]
    - Gattung: Lanmaoa[33]
    - Gattung: Raufußröhrlinge (Leccinum)[10]
    - Gattung: Mackintoshia[30]
    - Gattung: Mucilopilus[10]
    - Gattung: Mycoamaranthus[30]
    - Gattung: Neoboletus[35]
    - Gattung: Octaviania[32]
    - Gattung: Parvixerocomus[33]
    - Gattung: Phylloboletellus[32]
    - Gattung: Blätterröhrlinge (Phylloporus)[32]
    - Gattung: Porphyrröhrlinge (Porphyrellus)[10]
    - Gattung: Pseudoaustroboletus[10]
    - Gattung: Schmarotzerröhrlinge (Pseudoboletus)[10]
    - Gattung: Pulchroboletus[10]
    - Gattung: Pulveroboletus[10]
    - Gattung: Retiboletus[41]
    - Gattung: Rheubarbariboletus[37]
    - Gattung: Rossbeavera[32]
    - Gattung: Royoungia[32]
    - Gattung: Rubroboletus[32]
    - Gattung: Rugiboletus[33]
    - Gattung: Kurzsporröhrlinge (Rubinoboletus)
    - Gattung: Solioccasus[32]
    - Gattung: Spongiforma[32]
    - Gattung: Strubbelkopfröhrlinge (Strobilomyces)[10]
    - Gattung: Suillellus[32]
    - Gattung: Sutorius[32]
    - Gattung: Tylocinum[10]
    - Gattung: Gallenröhrlinge (Tylopilus)
    - Gattung: Veloporphyrellus[32]
    - Gattung: Rotfußröhrlinge (Xerocomellus)
    - Gattung: Filzröhrlinge (Xerocomus)[32]
    - Gattung: Zangia[32]

  - incertae sedis: Gattung Hydnomerulius
- Unterordnung Coniophorineae
  - Familie: Braunsporrindenpilzverwandte (Coniophoraceae)
    - Gattung: Kellerschwämme (Coniophora), z. B. Brauner Kellerschwamm
- Unterordnung Paxillineae
  - Familie: Kremplingsverwandte (Paxillaceae)[31]
    - Gattung: Alpova[27]
    - Gattung: Grüblinge (Gyrodon)
    - Gattung: Schleimtrüffeln (Melanogaster)[42]
    - Gattung: Paragyrodon[43]
    - Gattung: Kremplinge (Paxillus)
- Unterordnung Sclerodermatineae
  - Familie: Boletinellaceae[44]
    - Gattung: Boletinellus
    - Gattung: Phlebopus

  - Familie: Blasssporröhrlingsverwandte (Gyroporaceae)[45]
    - Gattung: Blassporröhrlinge (Gyroporus)

  - Familie: Calostomataceae[46]
    - Gattung: Calostoma

  - Familie: Diplocystaceae[23][47][48]
    - Gattung: Wettersterne (Astraeus)
      - Art: Astraeus asiaticus
      - Art: Gemeiner Wetterstern (Astraeus hygrometricus)
      - Art: Astraeus koreanus

    - Gattung: Diplocystis
    - Gattung: Tremellogaster[49]

  - Familie: Kartoffelbovistverwandte (Sclerodermataceae)
    - Gattung: Erbsenstreulinge (Pisolithus)
    - Gattung: Kartoffelboviste (Scleroderma)

  - incertae sedis:
    - Gattung: Chlorogaster[49]
- Unterordnung Suillineae
  - Familie: Schmierlingsverwandte (Gomphidiaceae)[12]
    - Gattung: Gelbfüße (Chroogomphus)
    - Gattung: Schmierlinge (Gomphidius)

  - Familie: Wurzeltrüffelverwandte (Rhizopogonaceae)
    - Gattung: Wurzeltrüffel (Rhizopogon)

  - Familie: Schmierröhrlingsverwandte (Suillaceae)[37]
    - Gattung: Schmierröhrlinge (Suillus)

  - Familie: Truncocolumellaceae[2]
    - Gattung: Truncocolumella
- Unterordnung Tapinellineae
  - Familie: Holzkremplingsverwandte (Tapinellaceae)[50][5]
    - Gattung: Bondarcevomyces
    - Gattung: Pseudomerulius
    - Gattung: Holzkremplinge (Tapinella)

- incertae sedis
  - Familie: Afterleistlingsverwandte (Hygrophoropsidaceae)
    - Gattung: Afterleistlinge (Hygrophoropsis)
    - Gattung: Leucogyrophana

  - Familie: Serpulaceae
    - Gattung Hausschwämme (Serpula)
    - Gattung Austropaxillus